# Mine de Vakhrouchevki
La mine de Vakhrouchevki est une mine à ciel ouvert de charbon située dans l'oblast de Kemerovo en Russie. Elle appartient à Kuzbassrazrezugol.